# Barnsley League
The Barnsley League, är en engelsk fotbollsliga som ligger på nivå 16 i det engelska ligasystemet. Den är en matarliga till Sheffield and Hallamshire County Senior League.